# (9674) Slovenija
(9674) Slovenija (1998 QU15) – planetoida z pasa głównego asteroid okrążająca Słońce w ciągu 4,11 lat w średniej odległości 2,57 j.a. Odkryta 23 sierpnia 1998 roku w Obserwatorium Črni Vrh.